# Histoire évolutive du vivant

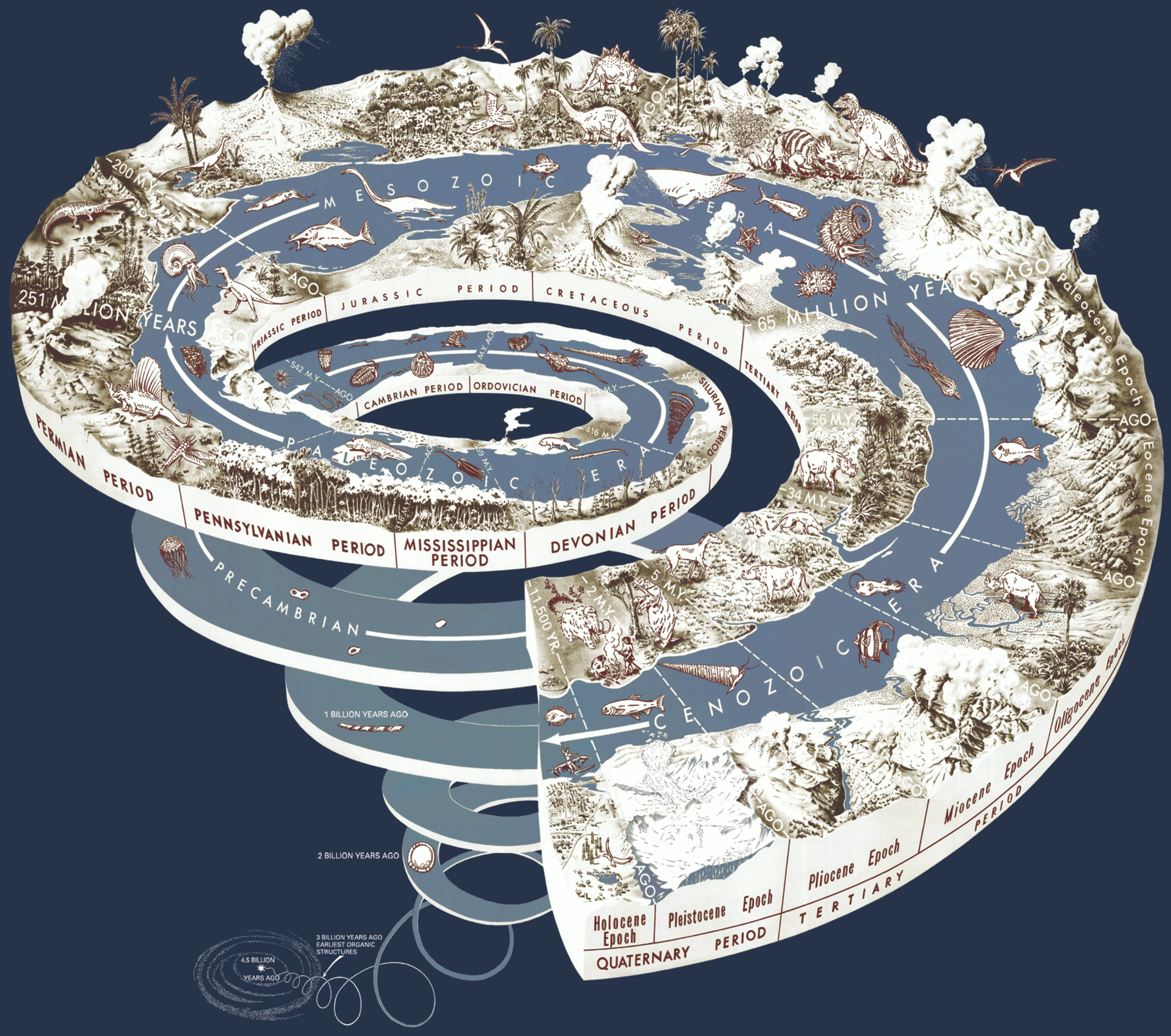
Représentation visuelle de l'évolution de la faune et de la flore au cours des temps géologiques.

L'histoire évolutive du vivant, ou histoire de l'évolution, est l'histoire des processus par lesquels des populations d'organismes vivants ont acquis et transmis des traits biologiques nouveaux de génération en génération. La répétition de ces processus sur une grande échelle de temps explique l'apparition de nouvelles variétés et espèces, et finalement la vaste diversité du monde vivant. Les espèces biologiques contemporaines sont reliées entre elles par une ascendance commune et sont le produit de l'évolution et de la spécialisation sur plusieurs milliards d'années.

## Chronologie simple
.

- −4,54 milliards d'années : formation de la Terre.
- −4,51 milliards d'années : formation de la Lune.
- −4,4 milliards d'années : formation de l'hydrosphère et de la croûte terrestre[1].
- −3,8 milliards d'années : premières cellules procaryotes dont on ait des fossiles, alors que la température de surface est comprise entre 40 et 80 °C[2],[3].
- −3,7 à −3,45 milliards d'années (absence de consensus scientifique) : apparition des premiers stromatolithes et de la photosynthèse anoxygénique[4],[5],[6].
- −2,45 milliards d'années : apparition de la photosynthèse oxygénique.
- −2,4 milliards d'années : Grande Oxydation et début de la glaciation huronienne.
- −2,2 milliards d'années : transition procaryote-eucaryote (apparition des Grypania).
- −2,1 milliards d'années : apparition des premiers organismes multicellulaires (Gabonionta)[7].
- −1,6 milliard d'années : apparition des premiers eucaryotes multicellulaires (Qingshania magnifica)[8].
- −1,5 milliard d'années : apparition de la sexualité[9].
- −575 millions d'années : explosion de l'Édiacarien.
- −500 millions d'années : apparition des chordés.
- −480 millions d'années : apparition des plantes terrestres.
- −445 millions d'années : extinction Ordovicien-Silurien.
- −400 millions d'années : apparition des insectes, des graines et des sarcoptérygiens (poumons).
- −370 millions d'années : extinction du Dévonien.
- −365 millions d'années : apparition des tétrapodes.
- −360 millions d'années : début de la glaciation du Karoo et apparition des amphibiens.
- −330 millions d'années : apparition des amniotes.
- −252 millions d'années : extinction Permien-Trias.
- −230 millions d'années : apparition des dinosaures.
- −220 millions d'années : extinction "mineure" du Trias, apparition des mammifères.
- −200 millions d'années : extinction Trias-Jurassique.
- −160 millions d'années : apparition des euthériens.
- −150 millions d'années : apparition des oiseaux.
- −135 millions d'années : apparition des plantes à fleurs.
- −66 millions d'années : extinction Crétacé-Paléogène.

## Conditions géologiques et chimiques avant l'apparition de la vie

### La naissance de la Terre
La masse terrestre s’est constituée il y a environ 4,6 milliards d’années. Entre −4,5 et −3,9 milliards d’années il n’y avait ni terre ferme ni océans ni lacs. À –3,9 milliards d’années la surface de la Terre s’était suffisamment refroidie pour former une fine pellicule qui reposait sur le manteau encore en fusion. À partir de –3,9 milliards d’années et pendant 1,3 milliard d’années la surface de la Terre a entamé son refroidissement. La température est passée de 1 000 °C à environ 300 °C.

### La «soupe primitive»
L’hydrogène (de symbole H) est l’élément le plus simple et le plus abondant dans l’Univers. Il est trop léger pour être retenu seul dans l’atmosphère terrestre, mais il se combine à d’autres éléments de l’atmosphère. Avec l’oxygène (O) il forme l’eau (H2O), avec le carbone (C) du méthane (CH4), avec l’azote (N) de l’ammoniac (NH3), etc. ; ces quatre éléments (HOCN) sont à la base de la matière vivante.
La Terre est située à proximité d’une source d’énergie, le Soleil, mais elle en est suffisamment éloignée pour que ses constituants ne s’échappent pas sous forme de gaz et que puissent coexister des corps liquides, solides et gazeux. La situation de la Terre est spécifique : sa distance au Soleil permet le maintien de l’eau sous les formes liquide, solide et gazeuse.
Après −3,9 milliards d’années et pendant des centaines de millions d’années, les conditions à la surface terrestre (température, pression, décharges électriques, rayonnement, tourbillons...) rendent possible les réactions chimiques. Les gaz riches en hydrogène, venus de l'intérieur de la Terre, réagissent avec les gaz riches en carbone de l'atmosphère. Les premières biomolécules à l'origine de la vie sur Terre se forment : glucides, acides aminés, ARN, ADN.
L’ARN et l’ADN ont la capacité de se répliquer. La réplication est, d’un point de vue moléculaire, un processus chimique courant.

## Origine de la vie
Les plus anciens micro-organismes fossiles sont datés d'au moins 3,5 milliards d'années, durant le Paléoarchéen. L'origine de la vie sur Terre demeure inconnue, les processus qui y ont conduit restent hypothétiques.

## L'Archéen et l'évolution des premières cellules
Il y a quatre milliards d'années débute l'Archéen, période au cours de laquelle les cyanobactéries apparaissent pour constituer les stromatolithes actuelles. Ces procaryotes, des cellules unicellulaires immobiles car sans flagelle, ont longtemps été appelés algues bleue-vertes. Elles sont les premiers organismes à posséder les deux photosystèmes leur permettant de pratiquer la photosynthèse à l'origine de la Grande Oxydation puis de la couche d'ozone, ce qui a pour effet d'absorber la plus grande partie du rayonnement solaire ultraviolet biocide. Cela stimule ainsi le développement de la biodiversité. Elles participent de ce fait à la réduction de la concentration en CO2 atmosphérique et à l'augmentation de la proportion en oxygène. Selon la théorie de l'endosymbiose plastidiale, elles seraient à l'origine des plastes dans les végétaux supérieurs intégrés par symbiose dans leurs cellules.

### La cellule
Les biomolécules se concentrent peu à peu. Des composés chimiques présents dans la soupe primitive, les phospholipides, sont capables d’enfermer dans une membrane une gouttelette d’eau et son contenu. Se forment ainsi des vésicules. La membrane permet alors des échanges protégés entre l’extérieur et l’intérieur. Plusieurs centaines de millions d’années plus tard, des molécules d’ADN et d’ARN pénètrent dans les vésicules, les transformant en cellules. En fabriquant des protéines et en produisant encore plus d’ADN, ces cellules peuvent se reproduire. Le premier être unicellulaire, LUCA, ancêtre commun à tout ce qui est vivant sur la Terre, aurait ainsi vécu il y a 3,5 à 3,8 milliards d’années.

### Les bactéries
Parmi les procaryotes se distingue la bactérie, qui est aussi un organisme unicellulaire, mais elle n’a pas de noyau. Son patrimoine génétique fondé sur l’ADN et l’ARN est dispersé dans le milieu aqueux de la cellule. Les premières bactéries datent d’il y a environ −3,8 milliards d’années. Elles sont capables de vivre dans l’eau de surface où la température était encore de plus de 90 °C. Des fossiles de bactéries ont été retrouvés dans des sédiments d’environ −3,5 milliards d’années.
Des traces de vie microbienne ont aussi été trouvées dans des roches sédimentaires continentales âgées de 3,2 milliards d'années, qui se seraient formées dans un lit de rivière. Ces microorganismes sont déjà adaptés au milieu terrestre, notamment aux sécheresses épisodiques ainsi qu'aux rayonnements ionisants. En effet, la couche d'ozone n'existe pas à cette époque.

#### Multiplication des bactéries
Pendant 1,3 milliard d’années, les bactéries vont s’étendre sur la planète sous forme de colonies. Du fait de son petit nombre de gènes, une bactérie n’est pas à même d’assurer toutes les réactions chimiques nécessaires au maintien de la vie et à la reproduction. Elle doit donc vivre en équipe à l’intérieur desquelles les gènes s’échangent. Les équipes sont composées de différentes souches. Chaque souche comprend un très grand nombre d’exemplaires. Les souches de bactéries vivant à proximité viennent apporter leur contribution en gènes ou en nutriments utiles. Avec le temps la sélection naturelle rend l’équipe stable et capable de maintenir des fonctions complexes. Les équipes se dispersent et finissent par occuper toutes les parties habitables de la planète.

#### Milieu sans oxygène
Les bactéries peuvent vivre dans des milieux très divers et dans des solutions salines qui seraient mortelles pour d’autres organismes. Elles ont pris naissance dans un milieu sans oxygène. Elles tirent alors leur énergie du glucose, abondant dans la soupe primitive. Lorsque le glucose se fait rare, elles le synthétisent elles-mêmes en utilisant l’énergie solaire et le sulfure d’hydrogène. D’autres bactéries synthétisent leur énergie via le gaz carbonique, lorsque le sulfure d’hydrogène manque. Dans ce cas, cette transformation chimique libère de l’oxygène. Comme elles prolifèrent, le taux d’oxygène dans l’eau et dans l’atmosphère s’accroît lentement. Il passe de l’ordre de 2 % dans l’atmosphère il y a trois milliards d’années à 21 % actuellement. L’augmentation de la concentration en oxygène induit une nouvelle fonction, la respiration. Celle-ci fournit un bien meilleur rendement énergétique que le glucose.

#### Capacités évolutives
Les bactéries sont des organismes sans noyau. Une cellule bactérienne peut contenir trois cents fois moins de gènes permanents qu’une cellule à noyau. Elle ne possède qu’un nombre minime d’instructions, juste pour se répliquer et se maintenir. Mais grâce à la perméabilité de leur membrane, les bactéries échangent constamment entre elles leurs ADN porteurs de gènes. La facilité et la vitesse de la propagation de l’information génétique sont proches de celles des télécommunications modernes, compte tenu de la complexité et de la valeur biologique de l’information transférée. Ces échanges sont une source de combinaisons et d’évolutions permanentes. Ils permettent une adaptation rapide lorsqu’elles sont confrontées à un autre environnement. Lorsqu’elles se trouvent dans un milieu particulier, elles reçoivent des particules génétiques d’autres cellules se trouvant déjà dans ce milieu et porteuses des gènes qui leur sont spécifiques. Il en résulte une grande adaptabilité.
Cela ne suffit pas dans les processus d’évolution. L’ADN doit être modifié pour la transmission aux générations suivantes. La modification se réalise par mutation. Vu la rapidité où les bactéries se multiplient, elles subissent de nombreuses mutations. Une bactérie rapide se divise environ toutes les vingt minutes. En moins d’un jour, elle peut se multiplier en cinq milliards d’exemplaires. Une division sur un million environ donne naissance à une mutation. La plupart des mutants meurent. Mais certaines mutations sont porteuses d’une fonctionnalité nouvelle. Une bactérie mutante apportant une novation positive peut rapidement s’étendre à tout son habitat.

#### Interactions avec l’environnement

##### Adaptation à l’environnement
Après avoir atteint une certaine dimension, les équipes bactériennes se dispersent. Chacune s’ajuste aux conditions locales. Dans le nouveau milieu se trouvent déjà des bactéries adaptées à cet environnement. Elles fournissent leurs gènes à la nouvelle équipe. Le transfert a lieu très rapidement. Les bactéries se répandent ainsi dans toutes les parties habitables de la planète.

##### Modification de l’environnement
Durant leurs deux premiers milliards d’années, les bactéries et, d’une manière générale, tous les procaryotes, transforment constamment la surface et l’atmosphère terrestres. Elles modifient la composition de l’eau en produisant des gaz. En décomposant l’eau pour produire de l’énergie, elles dégagent de l’oxygène. Cet oxygène n’induit pas seulement la respiration. Il crée également une couche d’ozone dans l’atmosphère. Celle-ci intercepte des rayons solaires et permet le refroidissement de la Terre. La respiration dégage du gaz carbonique. Ce processus modifie la composition de l’atmosphère en oxygène et en gaz carbonique.

## Protérozoïque et apparition de multicellularité
L'existence d'ères glaciaires généralisées il y a 850 à 630 millions d'années environ, une ère que l'on appelle le Cryogénien, aurait favorisé le regroupement des colonies bactériennes (ou des animalcules les plus primitifs) autour « d'oasis » de vies dans des sources hydrothermales sous-marines ou affleurant en surface. La planète étant plongée dans un manteau de glaces, ce qui rend les comportements « individualistes » des micro-organismes défavorables.

## Les cellules à noyau

### Le bond en avant
La division fondamentale entre les formes de vie sur Terre ne réside pas entre les plantes et les animaux mais entre les cellules sans noyau et les cellules avec noyau. Durant leurs deux premiers milliards d’années, les cellules sans noyau ont transformé la surface et l’atmosphère terrestres. Cette phase, très importante pour le développement du vivant, a duré près de deux fois plus longtemps que la phase suivante. Tous les systèmes chimiques essentiels de la vie y ont été composés et miniaturisés.

### La symbiose

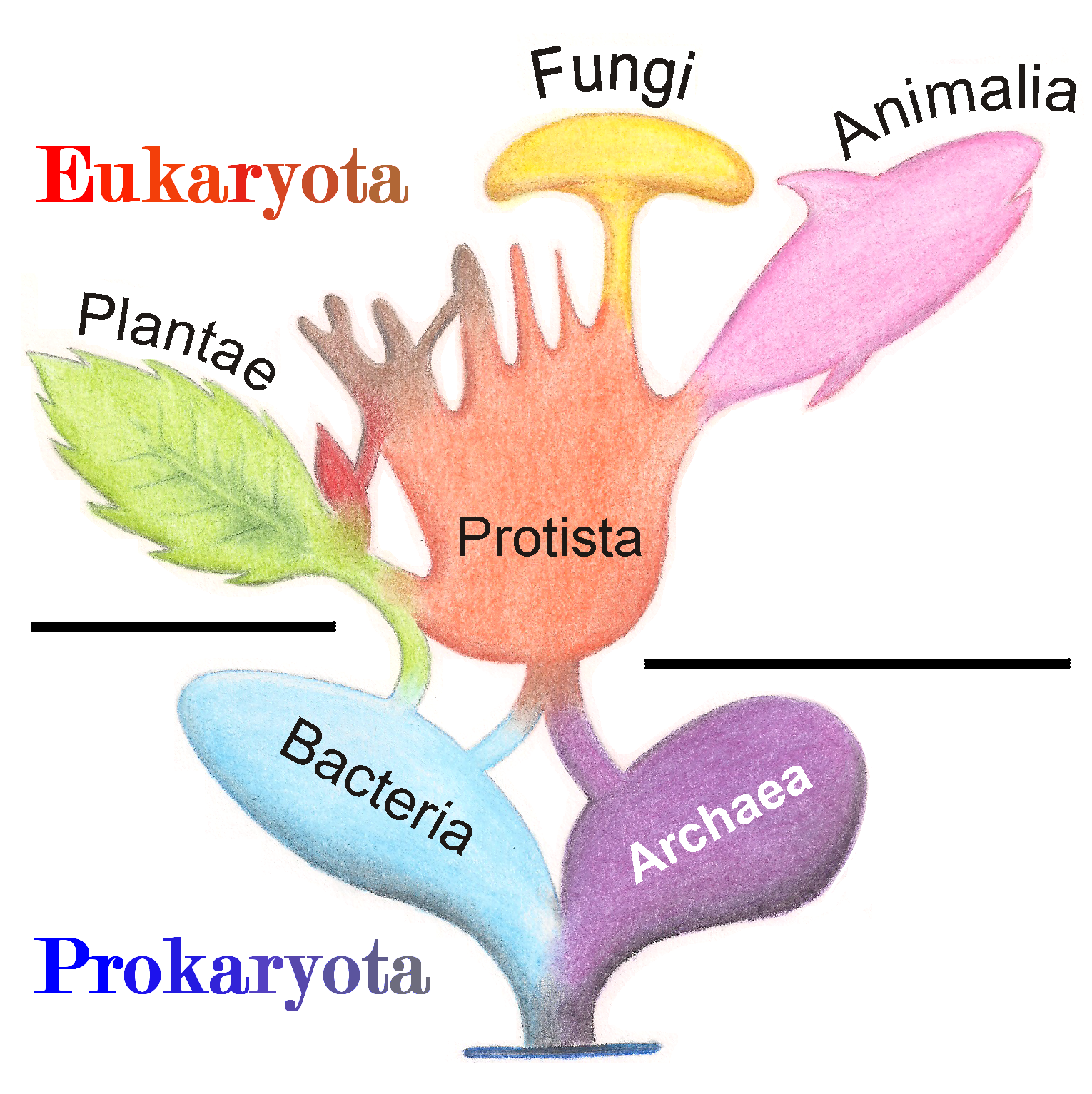
Origine des eucaryotes selon la théorie endosymbiotique.

Avec le temps, les populations de bactéries co-évoluent. Elles deviennent des communautés étroitement interdépendantes. Elles ne se contentent pas d’échanges. Des cellules s’accolent puis fusionnent entre elles. Une cellule peut donc pénétrer dans une autre. Elle conserve parfois sa membrane, formant ainsi un noyau. D’autres ont perdu leur membrane et ont été intégrées dans le milieu aqueux de la cellule. Toutes emmènent leur ADN avec elles. De nouvelles entités complexes sont nées de ces fusions. Les cellules à noyau ont jusqu’à mille fois plus d’ADN que les bactéries.
La transition entre les bactéries et les cellules à noyau est si soudaine qu’elle ne peut pas être expliquée par les mutations. Celles-ci se font très lentement dans le temps car les changements sont graduels et difficilement discernables. Le passage au noyau ne peut se faire que par symbiose, c’est-à-dire par absorption d’une cellule par une autre. La symbiose crée ainsi sans transition de nouvelles espèces. La symbiose est une source majeure d’innovation dans l’évolution du vivant. Par conséquent, celle-ci se réalise par coopération, interactions fortes et dépendances mutuelles et pas seulement par concurrence.

### L’autonomie
Certaines bactéries pratiquent la photosynthèse. Elles en tirent l’énergie. Quand la teneur du milieu en oxygène augmente, d’autres bactéries acquièrent la capacité de respirer. La respiration accroît considérablement le rendement énergétique. Lorsque les bactéries ont fusionné pour former des cellules à noyau celles-ci possèdent les deux fonctions, celle de photosynthèse et celle de respiration. Elles ont également, grâce au noyau, mais pas seulement, enrichi leur patrimoine génétique. Ces cellules deviennent autonomes. Il s’agit là d’une innovation majeure représentant un grand bond en avant. La nouvelle cellule peut alors évoluer en pleine autonomie. Elle va ainsi donner naissance aux végétaux et aux animaux.

### Les cellules sexuelles
La pénétration d’un spermatozoïde dans un ovule est caractéristique des cellules à noyau. La sexualité est une forme de symbiose. Les biologistes estiment que la sexualité biparentale s’est maintenue parce qu’elle augmente la variété et accélère l’évolution. Selon Lynn Margulis, elle ne serait pas cruciale dans le processus de l’évolution. Margulis estime que les organismes complexes sont reliés à la synthèse de l’ADN, de l’ARN et des protéines et non directement au caractère biparental de la sexualité. La sexualité a été contournée par la parthénogenèse. D’autres formes de multiplication asexuée existent ou auraient pu être créées beaucoup plus économe en énergie que la reproduction sexuée.

## Les végétaux
Certaines cellules sans noyau acquièrent des pigments bleu-vert. Des bactéries intègrent en plus un pigment jaune, ce qui les rend proches des végétaux. Ces bactéries deviennent autonomes, capables de capter l’énergie solaire et possédant les fonctions de respiration et de photosynthèse. Elles nagent et se meuvent grâce à leurs flagelles et commencent à dominer les océans et autres lieux humides de la planète. Elles prenennt la forme d’algues et de phytoplancton. Le règne végétal commence.

### La sortie de l’eau
Les algues existent déjà en tant qu’organismes sans noyau dans le milieu liquide depuis 1 900 millions d’années. Leur sortie de l’eau date d’il y a environ 460 millions d’années.
Elles habitent dans les eaux peu profondes exposées au soleil. De temps à autres, ces zones s’asséchent. Elles conservent cependant leur humidité interne tout en séchant à l’extérieur. Certaines survivent et se multiplient. Elles n’ont ni tige ni feuille.

### Les mousses
Les mousses sont les premiers végétaux terrestres. Elles datent d’il y a environ 480 millions d’années. Elles dérivent d’algues vertes proches de la surface qui se sont retrouvées émergées et ont réussi à s’adapter. Elles ne possèdent encore ni racines ni vraies feuilles. Certaines ont des écailles qui captent l’eau sur toute la surface. Les symbioses avec des bactéries leur ont fourni des fonctions qui assureront leur développement : assimilation de l’eau et des sels minéraux, production de lignine. Celle-ci leur donne une rigidité qui permettra l’édification du système vasculaire.

### Les fougères
Les fougères sont apparues il y a 400 millions d’années. Grâce à la formation de lignine, les racines et les tiges ont pu se développer. Le tissu vasculaire permet de faire circuler dans toute la plante l’eau et les sels minéraux du sol ainsi que les nutriments élaborés dans les feuilles. Les feuilles se couvrent d'une couche de cire qui limite l’évaporation. Elles se dotent également de stomates qui, en s’ouvrant ou en se refermant, régulent les échanges gazeux.

### Les plantes à graines
Les plantes à graines datent d’il y a 350 millions d’années. Le manque d’eau pose en effet aux plantes un défi vital. Le développement des graines fournit une solution à ce problème. La graine, résistante, permet à l’embryon de la plante d’attendre le moment le plus propice pour se développer. Les graines sont ensuite disséminées par le vent ou les insectes.

### Les plantes à fleurs
Les Angiospermes datent d’il y a 150 millions d’années. Elles ont protégé leurs ovules dans un ovaire qui donnera le fruit. Elles se sont rapidement répandues sur l’ensemble des terres émergées. Elles dominent la flore actuelle. C’est le résultat d’une grande diversité d’adaptation évolutive. Elles ont pu se doter de fruits durs et de noyaux afin de protéger leurs embryons. Les coévolutions avec les insectes ont été un facteur important de développement. Elles ont permis la dissémination des graines. Les animaux ont stoppé certaines de leurs croissances exubérantes en mangeant leurs fruits et leurs feuilles. Elles ont répliqué en élaborant des molécules toxiques pour se protéger.

## Les animaux
Les animaux apparaissent probablement il y a environ 750 millions d'années,. Ils sont dénués de parties dures. Les cellules s’accolent progressivement. Elles prennent alors des formes globuleuses ressemblant à des vers. Ces animaux se nourrissent de bactéries et de cellules sans noyau. Certains, associés par symbiose à des microalgues, construisent des massifs coralliens. D’autres se développent sur les tapis microbiens se trouvant aux bords des océans. Peut-être à cette époque existent déjà des étoiles de mer et des oursins. Les premières parties dures se forment il y a 580 millions d’années. Elles sont nécessaires lors du passage à la terre ferme pour se protéger des rayons solaires. L’adaptation à la vie terrestre implique pour les animaux des changements très importants concernant la respiration et pour parer à la sécheresse. Bien qu’apparus plus tôt que les plantes, les animaux auront besoin de 35 millions d’années de plus qu’elles pour passer à la terre ferme. Les premiers insectes non ailés datent d’il y a 400 millions d’années. Dans l’eau existent déjà des poissons à mâchoires et sur terre des plantes vasculaires. De même, lorsque apparaissent les premiers mammifères au sang chaud, les plantes à fleurs commencent déjà à se développer.
Des changements majeurs sont nécessaires pour le passage à la terre ferme. La concentration de l’oxygène dans l’air gazeux est des milliers de fois supérieures à celles présentes dans l’eau. L’appareil respiratoire qui fonctionne dans l’air est donc à créer. Un revêtement externe, peau ou carapace, devient nécessaire pour se protéger des rayons du Soleil sans le filtre de l’océan. Surtout, sur la terre, la sécheresse est une menace mortelle permanente. Seuls survivent les organismes qui d’une manière ou d’une autre transportent avec eux de l’eau. Seul un petit nombre de représentants du règne animal parvient à s’adapter à la vie en milieu terrestre. Les animaux d’aujourd’hui sont issus de trois ou quatre groupes d’animaux aquatiques. Certaines espèces vivant aujourd’hui sont retournées à leur environnement maritime. Il en est ainsi de certains reptiles, des phoques et des otaries.

## Les champignons
Les champignons constituent la troisième voie de l’évolution des cellules à noyau. Leurs cellules peuvent contenir plusieurs noyaux. Leur milieu liquide peut couler plus ou moins librement de cellule en cellule. Ils se nourrissent en absorbant de préférence des substances chimiques. Ils ont co-évolué avec les plantes avec lesquelles ils vivent en symbiose. Leur rôle dans le développement des plantes est crucial. On en a retrouvé des fossiles dans des tissus végétaux remontant à plus de 300 millions d’années. Sans eux les plantes meurent par manque de minéraux essentiels.
Les champignons transfèrent aux plantes de l’eau et des sels minéraux. Ils aident les premières plantes terrestres il y a 400 à 450 millions d’années à coloniser les terres émergées. Ils communiquent avec les racines des plantes soit par contact, soit par pénétration. Ils prélèvent dans le sol de l’azote organique et minéral qu’ils fournissent aux plantes sous forme de vitamines, d’antibiotiques ou d’hormones. Ils leur transmettent de même du phosphore, après l’avoir transformé en phosphore organique. Ils élaborent des acides aminés ainsi que bien d’autres éléments tels que le zinc, le manganèse, le cuivre, le calcium, le potassium.

## Paléozoïque et la colonisation du milieu terrestre
Lignées passées au milieu terrestre

## Cénozoïque: histoire évolutive récente

### L’homme
On retrouve chez l’homme les traces aquatiques témoignant d’une existence ancestrale dans l’eau. Le passage des animaux à la vie terrestre s’est effectué en transportant leur environnement aquatique avec eux. L’embryon des animaux et de l’homme se développe en flottant dans l’humidité primordiale d’une matrice. La concentration du sel dans l’eau de mer et dans le sang est, d’un point de vue pratique, identique. La proportion respective de sodium, de potassium et de chlorates dans les tissus humains est étonnamment similaire à celle des océans. Ces sels sont des composés que les animaux ont transporté avec eux au cours de leur voyage vers la terre ferme.

## Évolution aujourd'hui
L'évolution, bien que lente et rarement observable à l'échelle humaine, peut parfois être décelée chez les espèces à reproduction rapide. Ainsi, les moustiques sont parfois localement devenus résistants à des insecticides. Il en va de même pour les bactéries responsables de pathologies humaines, souvent multirésistantes aux antibiotiques.
Enfin, on peut constater le résultat d'une évolution divergente récente dans le cas de la colonie de crabes découverte sous Rome. Ainsi qu'un changement de régime alimentaire et l'apparition de sous-espèces chez certains lézards, comme Podarcis sicula, avec modifications anatomiques internes et externes.

## Le vivant sur une autre planète
Des composés organiques ont été retrouvés dans des météorites. Ce n’est pas forcément un signe de vie en un autre lieu. Il suffit de mettre l’hydrogène, lorsqu’il est en grande quantité, en présence de carbone avec des sources d’énergie pour produire, selon les règles de la chimie, les constituants de la vie.
Six éléments seulement constituent le dénominateur commun de toute la vie et représentent 99 % du poids sec de tout être vivant. Ce sont, outre l’hydrogène et le carbone, l’oxygène, l’azote, le phosphore et le soufre. La proportion de ces éléments dans les acides aminés est constante. Elle se retrouve dans toutes les formes de vie, depuis les bactéries jusqu’au corps humain. Les spécificités de la Terre ne résident pas dans ses composants mais dans les conditions de son milieu : humidité, températures douces, champ de gravitation. Ce sont ces spécificités qui ont favorisé certaines combinaisons chimiques plus que d’autres. Les combinaisons moléculaires se forment lorsque sont disponibles l’énergie et le temps.
La biosphère, c’est-à-dire le milieu des êtres vivants, terre, eau, air, s’est développée grâce à la respiration. Celle-ci consomme de grandes quantités d’oxygène. Il y a plus de deux milliards d’années l’atmosphère terrestre contenait cependant très peu d’oxygène, seulement 2 %. La vie a pu cependant s’y développer. En l’absence d’oxygène, les bactéries ont d’abord utilisé la fermentation du glucose. Le glucose était abondant dans la soupe primitive. Certaines bactéries étaient capables de vivre dans les conditions de la soupe primitive où la température de l’eau de surface était encore de plus de 90 °C. Il a été retrouvé des bactéries à plus de trois kilomètres sous la surface. Elles vivaient totalement isolées de l’énergie solaire. Elles produisaient des composants cellulaires en oxydant l’hydrogène et le méthane et en réduisant le gaz carbonique présent dans les calcaires. Cette découverte a confirmé la probabilité que la vie existe, sous des formes différentes, sur d’autres planètes.

## Dans l'enseignement
L'histoire évolutive est généralement abordée en Europe, comme au collège de France à Paris, sous un double angle : biologie historique et évolutionnisme. On étudie l’histoire de la vie sur Terre et les mécanismes sous-jacents à cette histoire, ainsi que les différentes interprétations de cette histoire et de ces mécanismes. Ces interprétations ont varié dans l'espace et dans le temps selon les contextes et les cultures ou religions.